# The Tax Collector - Sangue chiama sangue
The Tax Collector - Sangue chiama sangue è un film del 2020 scritto e diretto da David Ayer.

## Trama
David e Creeper lavorano come "esattori delle tasse" per un signore del crimine di nome Wizard, raccogliendo la quota dagli utili delle bande locali. Ma quando il vecchio rivale di Wizard torna a Los Angeles dal Messico, tutta la sua attività viene sconvolta e David si trova alla disperata ricerca di ciò che conta di più per lui: la sua famiglia.

## Produzione
Il 21 giugno 2018 viene annunciato il progetto con David Ayer alla regia e Shia LaBeouf tra i protagonisti.
Le riprese del film sono iniziate il 16 luglio e sono terminate il 16 agosto 2018.
Il tatuaggio che copre pancia e torace di Shia LaBeouf nel film è reale e permanente, ed è stato fatto proprio per il film.

## Promozione
Il primo trailer del film viene diffuso il 1º luglio 2020.

## Distribuzione
Le pellicola è stata distribuita nelle sale cinematografiche statunitensi a partire dal 7 agosto 2020.